# (3090) Tjossem
(3090) Tjossem – planetoida z pasa głównego asteroid okrążająca Słońce w ciągu 5 lat i 243 dni w średniej odległości 3,18 j.a. Została odkryta 4 stycznia 1982 roku w Obserwatorium Palomar przez Jamesa Gibsona. Nazwa planetoidy pochodzi od rodziny Tjossem, której członkowie przez cztery pokolenia byli badaczami a szczególności Petera Tjossema (1878-1957), entomologa amatora i paleobotanisty amatora. Członkowie tej rodziny byli znajomymi odkrywcy i jego rodziny. Przed nadaniem nazwy planetoida nosiła oznaczenie tymczasowe (3090) 1982 AN.